# 孔玉乡
孔玉乡，是中华人民共和国四川省甘孜藏族自治州康定县下辖的一个乡镇级行政单位。

## 行政区划
孔玉乡下辖以下地区：
阿斗沟村、寸达村、挖郎村、折洛村、崩沙村、巴郎村、俄日村、四家寨村、泥洛村、莫玉村、色龙村、角坝村、河坝村和门坝村。